# Ferdinand Keller (peintre)
Pour les articles homonymes, voir Ferdinand Keller.
Ferdinand Keller, né le 5 août 1842 à Carlsruhe et mort le 8 juillet 1922 à Baden-Baden, est un peintre allemand.

## Biographie
Ferdinand Keller grandit dans une famille d'artistes. Son oncle est peintre, son frère est peintre et illustrateur. Ferdinand Keller est élève de Johann Wilhelm Schirmer et de Hans Canon à l'académie des beaux-arts de Carlsruhe. Il fait son Grand Tour en 1867 en Suisse, en Italie et en France en 1867. Il fait aussi un grand voyage au Brésil. Il rencontre son premier succès en 1867 avec La Mort de Philippe II. Ferdinand Keller est professeur à l'académie des beaux-arts de Carlsruhe de 1873 à 1913. Christian Wilhelm Allers figure parmi ses élèves.

## Œuvres
- La Mort de Philippe II, 1867.
- La Fondation de l'université de Heidelberg, 1886, fresque à l'aula de cette université.
- Séléné, 1886.
- Naïades, 1893.
- Paysage des côtes de Rio de Janeiro.
- Portrait du grand-duc Frédéric de Bade, 1900, château de Mannheim.
- Temple antique au bord de la mer.
- Le Temple de Neptune.
- Le Tombeau de Böcklin.

Œuvres de Ferdinand Keller
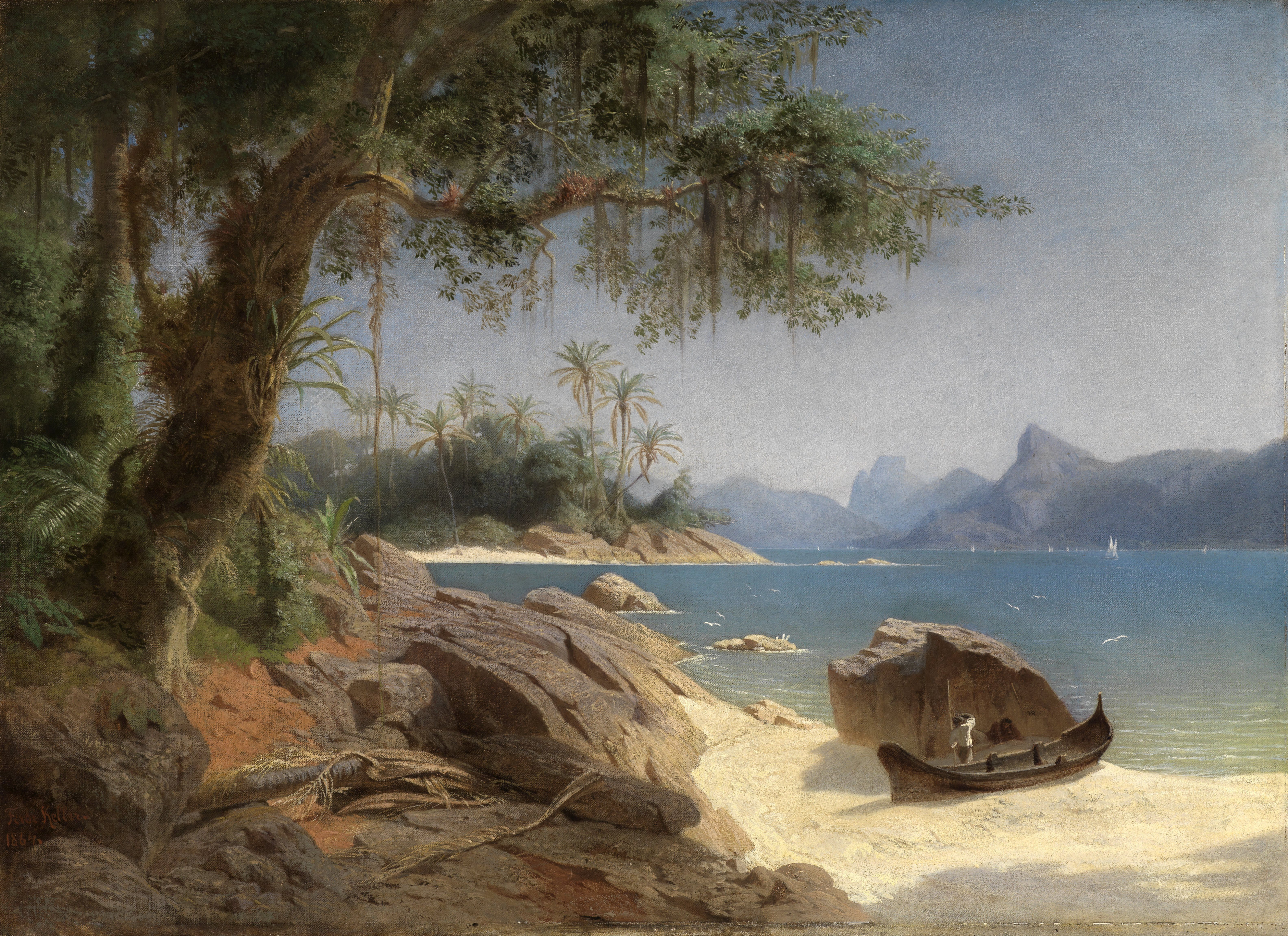
Paysage des côtes près de Rio de Janeiro, 1864, Staatliche Kunsthalle Karlsruhe.
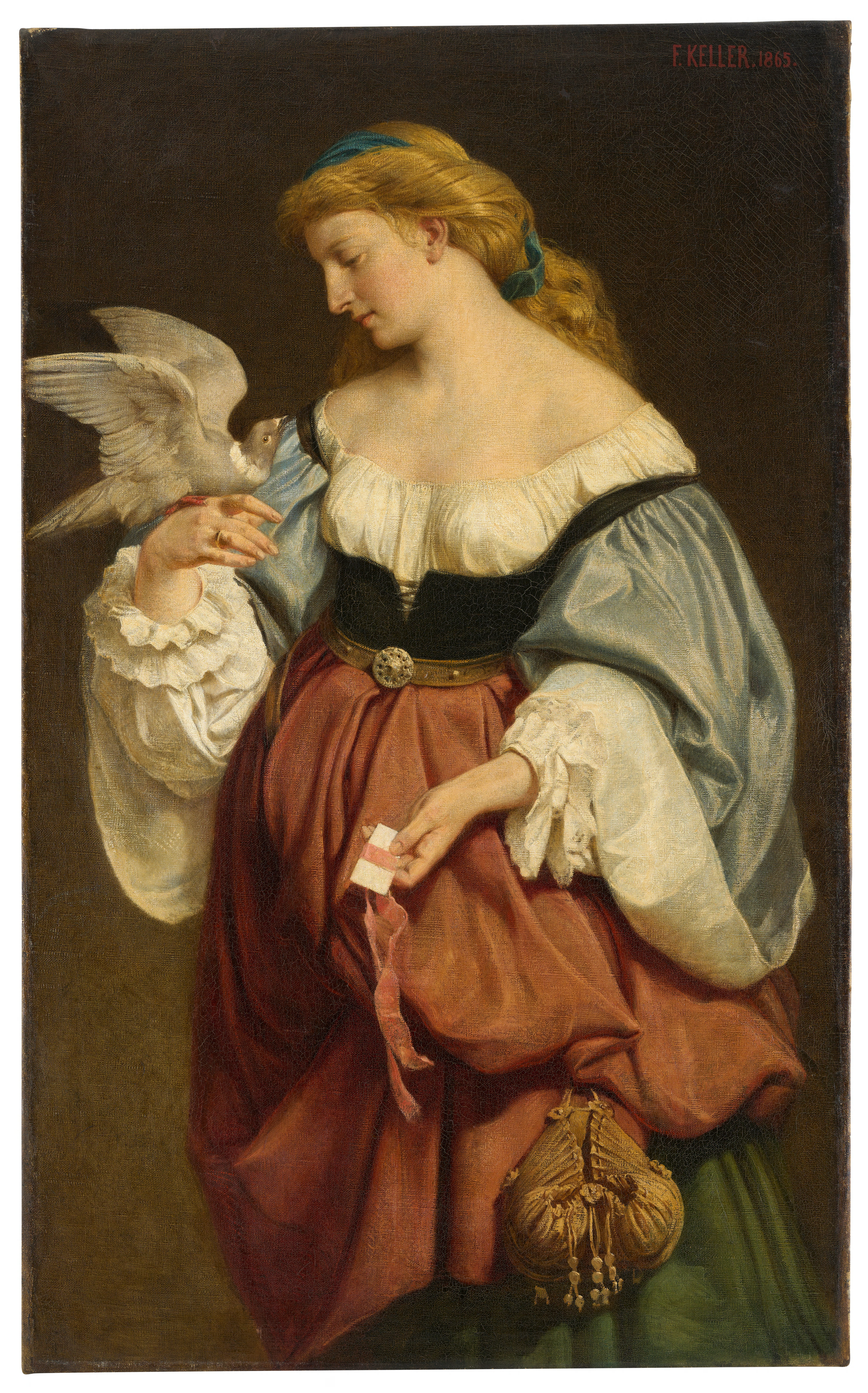
Le Pigeon voyageur, 1865, musée des Augustins de Fribourg-en-Brisgau.
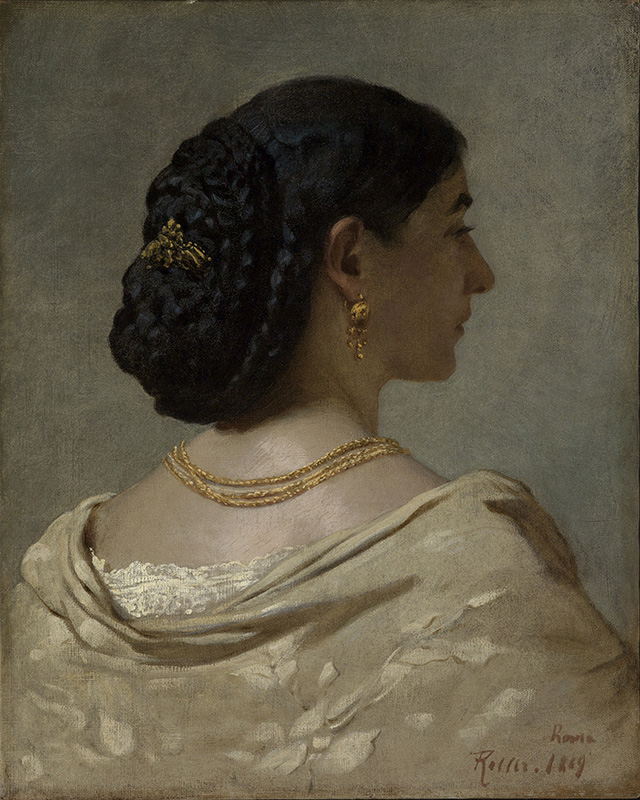
Portrait d'Anna Risi, 1869, Staatliche Kunsthalle Karlsruhe.
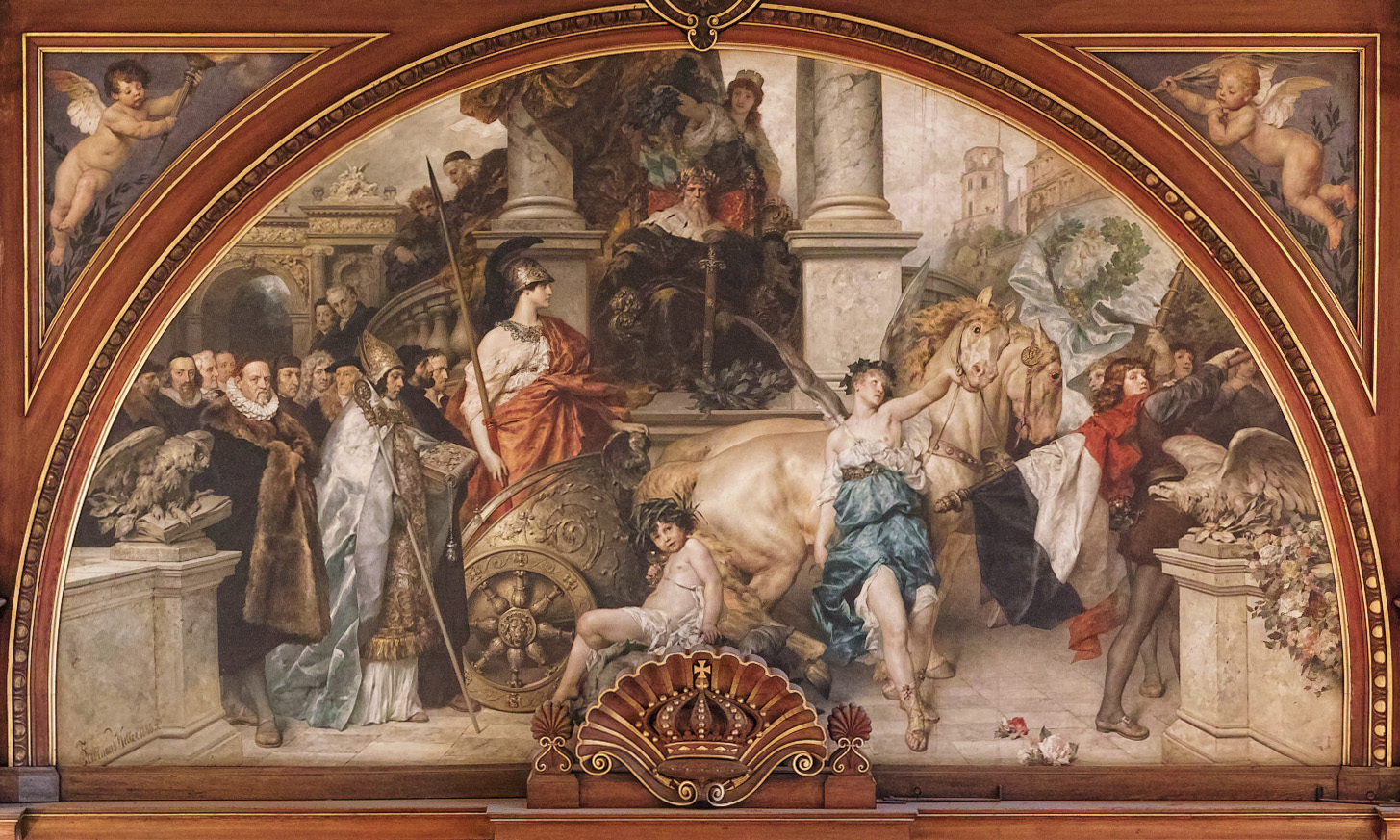
La Fondation de l'université de Heidelberg, 1886, université de Heidelberg.
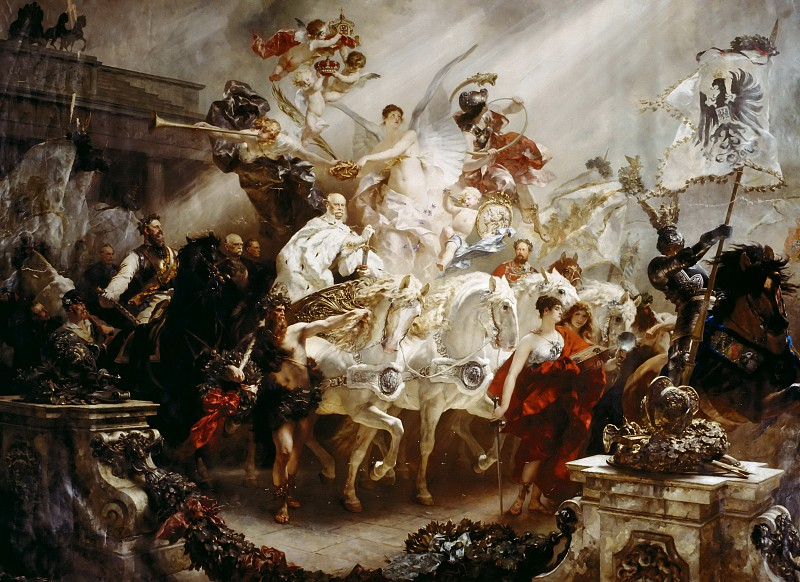
Apothéose de l'empereur Guillaume Ier, 1888, Berlin, Alte Nationalgalerie.
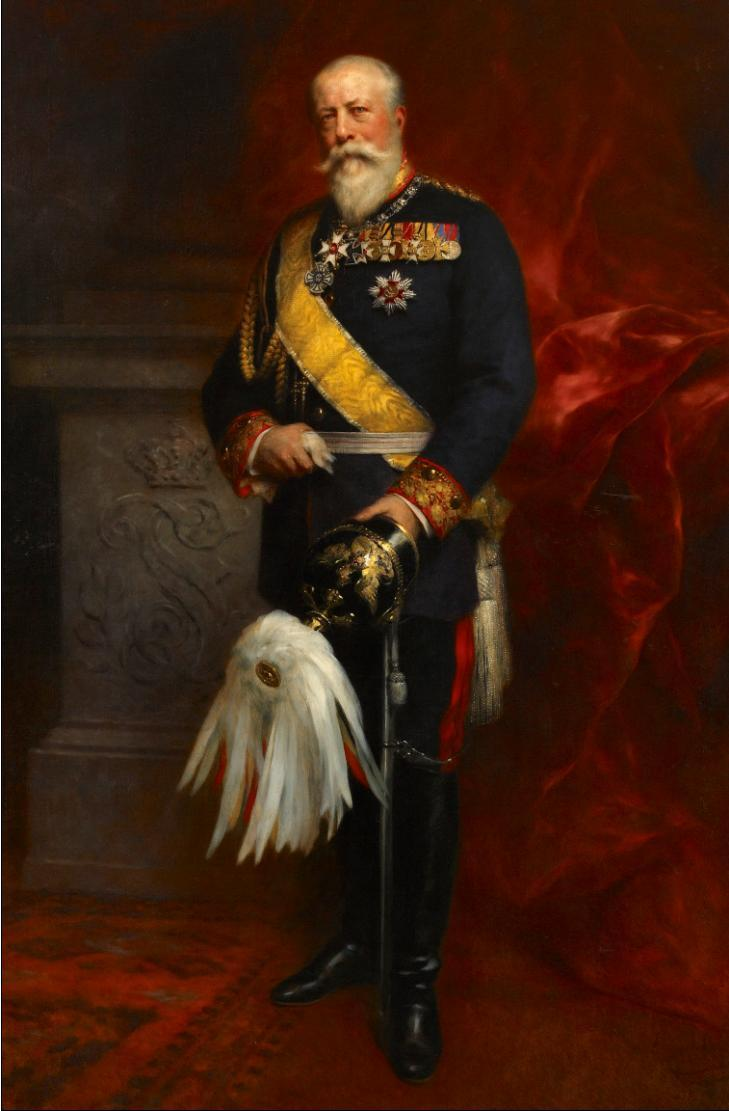
Portrait du grand-duc Frédéric de Bade, 1900, château de Mannheim.